# Velîkobratalivske, Liubar
Velîkobratalivske (în ucraineană Великобраталівське) este un sat în comuna Velîkîi Brataliv din raionul Liubar, regiunea Jîtomîr, Ucraina.

## Demografie
Componența lingvistică a localității Velîkobratalivske
     Ucraineană (100%)
Conform recensământului din 2001, toată populația localității Velîkobratalivske era vorbitoare de ucraineană (100%).